# 15246 Kumeta
15246 Kumeta eller 1989 VS1 är en asteroid i huvudbältet som upptäcktes den 2 november 1989 av de båda japanska astronomerna Kazuro Watanabe och Kin Endate vid Kitami-observatoriet. Den är uppkallad efter amatörastronomen Yasutaka Kumeta.
Asteroiden har en diameter på ungefär 8 kilometer.